# Фюссен (хокейний клуб)
«ХК Фюссен» (нім. EV Füssen) — хокейний клуб з міста Фюссен, Німеччина. Заснований у 1922 році. 

## Історія
Заснований як клуб із хокею з шайбою 11 грудня 1922 року.

### Сезони 1922— 1948
Ініціатором заснування, а також першим президентом був Ганс Рютер.
У роки 1927 — 1930, 1933 — 1936, 1938 — 1944 і 1948, клуб виходив у фінал чемпіонату Німеччини. У 1929 році клуб був першим чемпіоном  з хокею Баварії. У 1935 році клуб вигравав німецький чемпіонат. 

### Сезони 1949— 1983
Клуб з Фюссена в 1948 році був одним із засновників хокейної ліги (Оберліга) з 1958 (Бундесліга), де він грав до банкрутства 1983.  
До середини 1970-х років був одним із провідних західнонімецьких клубів. Німецький чемпіонат виграв в цілому 16 разів. Був п'ять разів срібним призером (1951, 1960, 1962, 1966 і 1972). У 1952 і 1964, ХК Фюссен вигравав престижний Кубок Шпенглера в Давосі.
Домашнею ареною  з кінця 40-х років до кінця 80-х років був стадіон «Кобельштадіон», який вміщував близько 16.000 глядачів. Пізніше, коли стадіон був реконструйований, місткість  зменшилась до  7000 глядачів. 
Особливістю є те, що «ХК Фюссен» завоював 16 чемпіонських титулів у складі 74 гравців і 5 тренерів. Серед були Бруно Ляйневебер, Франк Троттіер, Марк Еген, Владімір Боузек і Зігфрід Шуберт.
Клуб був останнім німецьким клубом, який вигравав чемпіонат Німеччини без іноземних гравців (1973).
Відомі гравці, які одягали  чорно-жовту майку: Маркус Еген, Пауль Амброс, Ернст Траутвайн, Леонард Вайтль, Ернст Еггербауер, Тоні Кехле, Рудольф Таннер, Зігфрід Шуберт, Ханс-Йорг Нагель, Георг Хольцман, Улі Хаймер, Густав Ханіг, Йозеф Фьольк, Ксавер Унзінн, Бернд Кун, Удо Кісслінг, Улі Еген, Лінн Повіс.
В середині 1970-х, епоха розквіту ХК «Фюссен» закінчилась. Хокеїсти з маленького міста вже не могли конкурувати з клубами з великих міст, таких як Кельн, Берлін і Дюссельдорф.

### Сезони з 1984 і до сьогодні
ХК «Фюссен» грав з 1983/84 по 1991/92 та з 1994/95 по 1995/96 в 2-й Бундеслізі, з 1992/93 по 1993/94 і 1996/97 по 1997/98 в Оберлізі, а з 1998/99 по 1999/2000 в регіональній лізі.
На додаток до головної команди, клуб має успішну юнацьку команду, яка вигравала багато німецьких та баварських чемпіонатів (останній у 2009/10  в молодшій групі та молодіжний склад).

## Досягнення
- Чемпіон Німеччини (16): 1949, 1953, 1954, 1955, 1956, 1957, 1958, 1959, 1961, 1963, 1964, 1965, 1968, 1969, 1971, 1973.
- Володар Кубка Шпенглера (2): 1952, 1964.

## Чемпіони Німеччини

### 1949
Вільгельм Бехлер, Вальтер Ляйневебер, Освальд Губер, Енгельберт Холдерід, Георг Гуггемос, Клеменс Кінбергер, Пауль Келер, Ксавер Унзінн, Бруно Кепф, Маркус Еген, Фріц Пойч. Тренер: Бруно Ляйневебер

### 1953
Вільгельм Бехлер, Карл Фішер, Людвіг Кун, Ксавер Унзінн, Мартін Бек, Фріц Клебер, Курт Зепп, Ернст Еггербауер, Пауль Амброс, Освальд Губер, Георг Гуггемос, Маркус Еген. Тренер: Франк Тротт'є

### 1954
Вільгельм Бехлер, Карл Фішер, Людвіг Кун, Мартін Бек, Освальд Губер, Маркус Еген, Фріц Клебер, Георг Гуггемос, Ксавер Унзінн, Курт Зепп, Ернст Еггербауер, Пауль Амброс. Тренер: Франк Тротт'є

### 1955
Вільгельм Бехлер, Карл Фішер, Людвіг Кун, Ернст Еггербауер, Мартін Бек, Ксавер Унзінн, Маркус Еген, Освальд Губер, Георг Гуггемос, Курт Зепп, Фріц Клебер, Макс Пфефферле, Пауль Амброс. Тренер: Франк Тротт'є

### 1956
Вільгельм Бехлер, Карл Фішер, Ернст Еггербауер, Пауль Амброс, Мартін Бек, Рудольф Гофманн, Курт Зепп, Маркус Еген, Фріц Клебер, Ернст Траутвайн, Георг Гуггемос, Ксавер Унзінн, Макс Пфефферле, Оскар Майрханс, Вальтер Крьотц. Тренер: Франк Тротт'є

### 1957
Вільгельм Бехлер, Карл Фішер, Мартін Бек, Ернст Еггербауер, Пауль Амброс, Ернст Траутвайн, Маркус Еген, Макс Пфефферле, Фріц Клебер, Ксавер Унзінн, Георг Гуггемос, Вальтер Крьотц, Зігфрід Шуберт, Оскар Майрханс. Тренер: Бруно Ляйневебер

### 1958
Вільгельм Бехлер, Карл Фішер, Пауль Амброс, Вальтер Крьотц, Оскар Майрханс, Ернст Траутвайн, Мартін Бек, Ксавер Унзінн, Леонард Вайтль, Ернст Еггербауер, Зігфрід Шуберт, Фріц Клебер, Макс Пфефферле, Маркус Еген, Георг Гуггемос. Тренер: Маркус Еген (граючий тренер)

### 1959
Вільгельм Бехлер, Карл Фішер, Пауль Амброс, Мартін Бек, Ернст Еггербауер, Еріх Франке, Макс Пфефферле, Маркус Еген, Зігфрід Шуберт, Фріц Клебер, Георг Гуггемос, Ксавер Унзінн, Ернст Траутвайн, Вальтер Крьотц, Оскар Майрханс, Леонард Вайтль, Гельмут Дзангеліні, Ернст Кепф. Тренер: Маркус Еген (граючий тренер)

### 1961
Вільгельм Бехлер, Гаррі Лінднер, Ернст Еггербауер, Пауль Амброс, Мартін Бек, Петер Швімбек, Гюнтер Штігер, Зігфрід Шуберт, Леонард Вайтль, Ернст Кепф, Ернст Траутвайн, Гельмут Дзангеліні, Георг Шольц, Манфред Гмайнер, Еріх Франке, Вальтер Крьотц. Тренер: Маркус Еген

### 1963
Гаррі Лінднер, Гюнтер Кнаус, Пауль Амброс, Петер Швімбек, Леонард Вайтль, Ханс-Йорг Нагель, Рудольф Сімон, Зігфрід Шуберт, Ернст Кепф, Манфред Гмайнер, Георг Шольц, Гельмут Дзангеліні, Ернст Траутвайн, Рудольф Грьогер, Вальтер Крьотц, Густав Ханіг. Тренер: Маркус Еген

### 1964
Гаррі Лінднер, Гюнтер Кнаус, Пауль Амброс, Леонард Вайтль, Ханс-Йорг Нагель, Рудольф Сімон, Рудольф Таннер, Петер Швімбек, Ернст Траутвайн, Георг Шольц, Ернст Кепф, Зігфрід Шуберт, Рудольф Грьогер, Гельмут Дзангеліні, Густав Ханіг, Манфред Гмайнер, Вальтер Крьотц, Герд Юнгханс. Тренер: Маркус Еген

### 1965
Гаррі Лінднер, Гюнтер Кнаус, Пауль Амброс, Леонард Вайтль, Петер Швімбек, Ханс-Йорг Нагель, Рудольф Сімон, Рудольф Таннер, Ернст Траутвайн, Зігфрід Шуберт, Георг Шольц, Манфред Гмайнер, Гельмут Дзангеліні, Густав Ханіг, Ернст Кепф, Вальтер Крьотц, Рудольф Грьогер, Гайнц Вайзенбах, Гайнц Сохмен, Ґоттфрід Ґро, Бернд Кун. Тренер: Маркус Еген

### 1968
Гюнтер Кнаус, Тоні Кехле, Йозеф Фьольк, Рудольф Таннер, Ханс-Йорг Нагель, Петер Швімбек, Густав Ханіг, Бернд Кун, Гайнц Вайзенбах, Георг Шольц, Гельмут Дзангеліні, Герберт Штовассер, Рудольф Грьогер, Хорст Мейндль, Клаус Его, Рудольф Сімон, Гартмут  Сеєлус, Рейнгольд Дрейндль, Фріц Пойтч ІІ, Франк Нойперт, Карлхайнц Швайґер. Тренер: Владімір Боузек

### 1969
Тоні Кехле, Гюнтер Кнаус, Рудольф Таннер, Йозеф Фьольк, Ханс-Йорг Нагель, Петер Швімбек, Густав Ханіг, Гайнц Вайзенбах, Георг Шольц, Гельмут Дзангеліні, Клаус Его, Герберт Штовассер, Хорст Мейндль, Карлхайнц Еггер, Рудольф Сімон, Бернд Кун, Франк Нойперт, Вернер Модес, Рейнгольд Дрейндль, Вольфганг Кепф. Тренер: Владімір Боузек

### 1971
Тоні Кехле, Гюнтер Кнаус, Вернер Зенґер, Петер Нейман, Рудольф Шнайдер, Вернер Модес, Бернд Кун, Густав Ханіг, Норберт Шольц, Георг Хамбургер, Гайнц Гейгер, Гюнтер Хадрачек, Герберт Штовассер, Гайнц Вайзенбах, Рудольф Таннер, Йозеф Фьольк, Германн Фьольк, Клаус Его, Тео Шнайдер, Карл-Хайнц Еггер, Хорст Мейндль, Петер Швімбек, Карлхайнц Голомб, Вольфганг Флассіґ. Тренер: Зігфрід Шуберт

### 1973
Тоні Кехле, Вернер Зенґер, Йозеф Фьольк, Маркус Еген II, Карл-Хайнц Рубан, Рудольф Таннер, Вернер Модес, Петер Швімбек, Леонард Вайтль, Карл-Хайнц Еггер, Густав Ханіг, Бернд Кун, Герберт Штовассер, Хорст Мейндль, Гайнц Вайзенбах, Петер Нейман, Клаус Его, Норберт Шольц, Мікаель Ваннер, Бруно Френцель, Вольфганг Бюттнер, Гельмут Форстер, Тео Шнайдер. Тренер: Маркус Еген